# Нічний патруль (фільм, 1957)
«Нічний патруль» — радянський художній фільм, знятий в 1957 році режисером Володимиром Сухобоковим. В одній з головних ролей знявся радянський співак Марк Бернес. Один з перших радянських детективних фільмів на тему боротьби з тіньовою економікою.

## Сюжет
У бухгалтера оптової бази суконних тканин Никифорова (Євген Гуров) не сходиться баланс. Він починає з'ясовувати причину і знаходить порушення при розподілі товару в шостому магазині. Бухгалтер не може навіть і припустити, що автором незаконної оборудки є його безпосередній начальник, що веде подвійне життя — лише деяким людям він відомий не як директор оптової бази Казимир Антонович Нежук, а як невловимий кримінальник «Барон» (Григорій Кирилов). Одним з таких людей є «Вогник», що повернувся в СРСР (Марк Бернес) — колишній «ведмежатник», тобто зломщик сейфів, який не зміг жити без своєї Батьківщини і вирішив здатися комісару міліції Івану Прокоповичу Кречетову (Лев Свердлін). Бухгалтер вирішив наступного дня йти в міліцію, але вночі базу пограбували і звіт пропав. Щоб документи не можна було відновити, бухгалтера вбивають. Розслідування вбивства ускладнюється любовними інтрижками капітана ВБРСВ Соболєва (Юрій Кірєєв) і тим, що нареченою одного зі слідчих, що ведуть справу — лейтенанта Касьянова (Вадим Грачов), є дочка бухгалтера (Валентина Ушакова)…

## У ролях
- Лев Свердлін —  Іван Прокопович Кречетов, комісар (генерал) міліції
- Марк Бернес —  Павло Васильович Обручов, він же «Вогник», він же емігрант-матрос Майкл Рестон
- Вадим Грачов —  Олександр Касьянов, лейтенант міліції
- Валентина Ушакова —  Таня Никифорова, наречена Касьянова
- Володимир Андрєєв —  Олексій Никифоров, син бухгалтера
- Євген Гуров —  Сергій Іванович Никифоров, головний бухгалтер оптової торгової бази
- Євген Буренков —  Дмитро Крилов, муляр, колишній злодій
- Юрій Кірєєв —  Соболєв, капітан міліції
- Григорій Кириллов —  Казимир Антонович Нежук, директор оптової бази № 3, він же кримінальник «Барон»
- Володимир Владиславський —  Клавдій Федорович Волобуєв
- Тетяна Окуневська —  Раїса Копницька, співачка з ресторану, «племінниця» «Барона»
- Степан Бубнов —  Бугров, шофер
- Сергій Філіппов —  Семен Григорович Ползіков, директор магазину № 6 «Тканини»
- Зоя Федорова —  Марфа Потапівна, дружина Нежука
- Олексій Ванін —  дорожній майстер
- Тетяна Гурецька —  Марія Кречетова
- Віктор Маркін —  Петров, лейтенант міліції
- Євген Весник —  розтратник
- Ісай Гуров —  капітан
- Віктор Колпаков —  сторож
- Олексій Алексєєв —  Субботін, майор
- Михайло Бочаров —  Міхєлєв, дільничний міліціонер
- Людмила Чернишова —  Пелагея Петрівна Никифорова
- Анатолій Мягких —  Максимов, старшина міліції
- Віктор Рождественський —  Митрохін, черговий по місту капітан міліції
- Олексій Петроченко —  тренер
- Володимир Прохоров
- Віктор Щеглов — директор автобази

## Знімальна група
- Сценарій:  Михайло Маклярський,  Лев Шейнін
- Режисер:  Володимир Сухобоков
- Оператори:  Маргарита Піліхіна, Василь Дульцев
- Композитор:  Андрій Ешпай
- Директор фільму:  Володимир Марон